# Sarmenticola calceolaris
Sarmenticola calceolaris là một loài thực vật có hoa trong họ Lan. Loài này được (Garay) Senghas & Garay miêu tả khoa học đầu tiên năm 1996.